# Pitcairnia andreana
Pitcairnia andreana är en gräsväxtart som beskrevs av Jean Jules Linden. Pitcairnia andreana ingår i släktet Pitcairnia och familjen Bromeliaceae. Inga underarter finns listade i Catalogue of Life.

## Bildgalleri

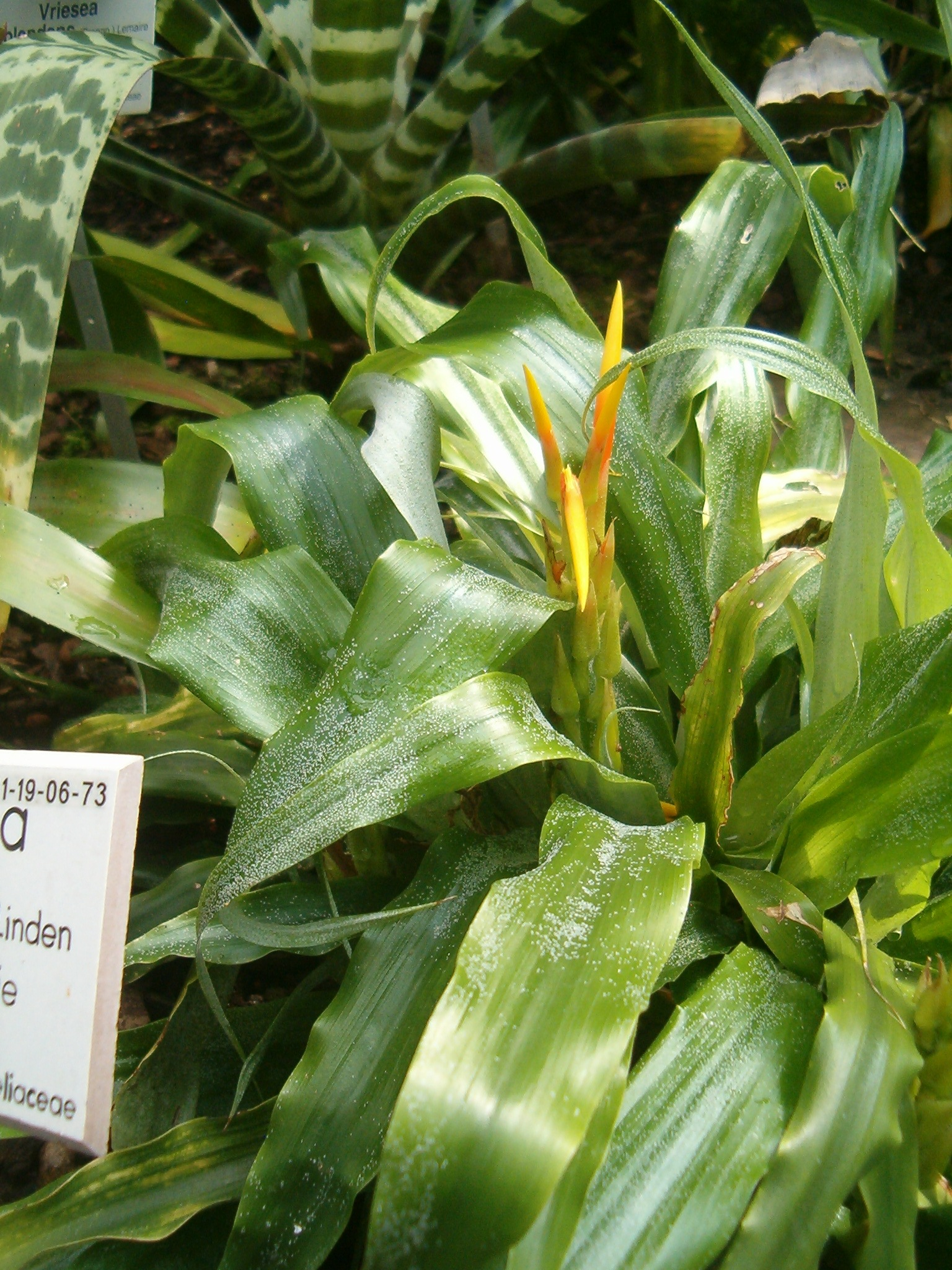
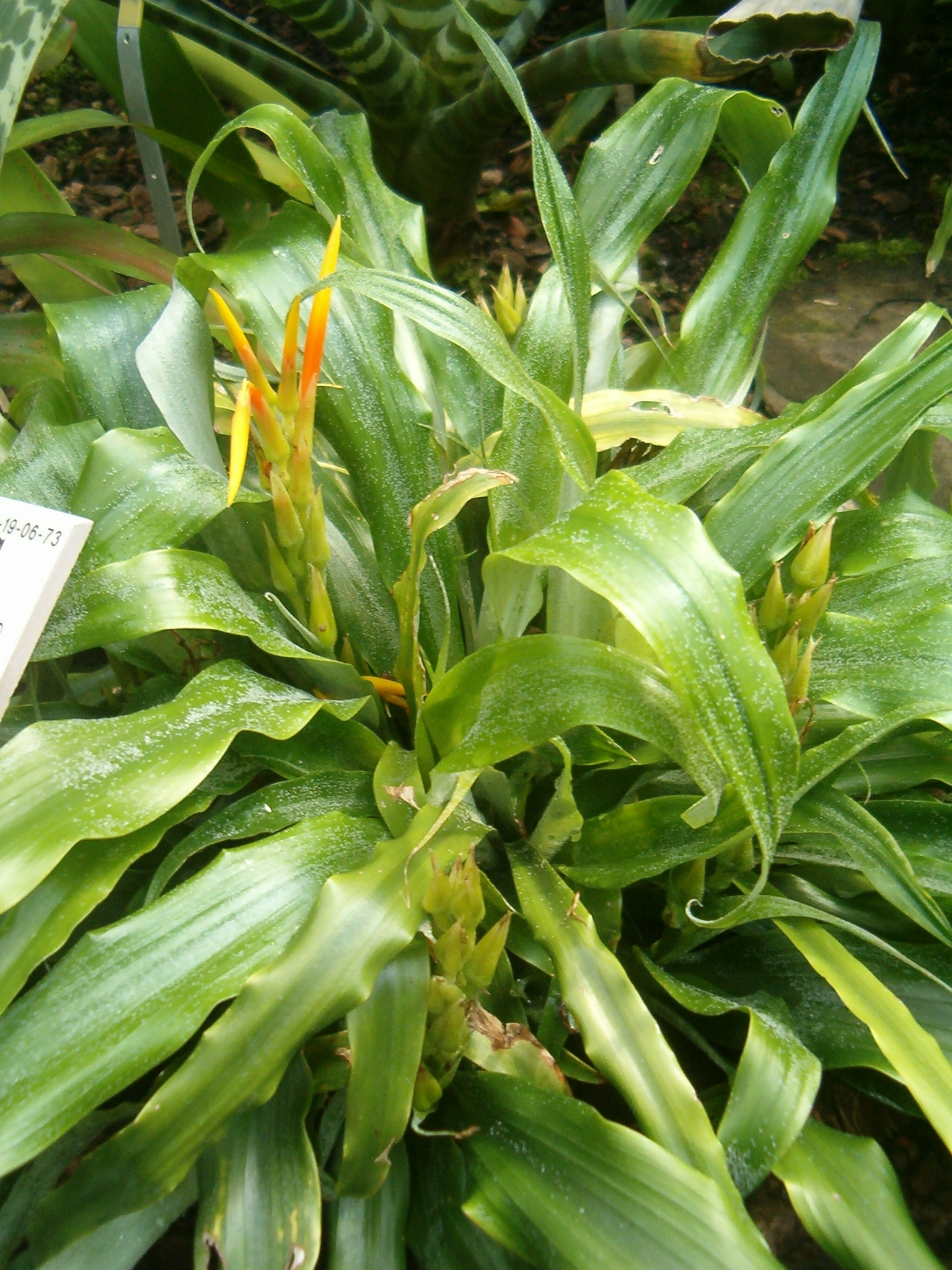